# Lucas Debes
Lucas Jacobsøn Debes, född 1623 I Stubbeköbing i Danmark, död 1675 i Torshamn på Färöarna, var en dansk präst.
Debes var präst i Torshamn på Färöarna, där hans verksamhet var till stort gagn för befolkningen. År 1673 utgav han en beskrivning över Färöarna och deras befolkning, Færoæ et Færoa reserata.